# Parti national libéral (Roumanie)
Pour les articles homonymes, voir Parti national-libéral et PNL.
Le Parti national libéral (en roumain : Partidul Național Liberal, PNL) est un parti politique roumain, libéral-conservateur et chrétien-démocrate.
Il est présidé depuis le 12 février 2025 par intérim par Cătălin Predoiu. Il constitue la troisième force politique roumaine au sein du Parlement et la deuxième du Parlement européen (PE).
Initialement membre de l'Internationale libérale et du Parti de l'Alliance des libéraux et des démocrates pour l'Europe (ALDE), il rejoint le groupe du Parti populaire européen (PPE) au Parlement européen après les élections de 2014.

## Histoire

### PNL historique
Fondé en 1875 et successeur du Parti libéral des principautés unies de Moldavie et de Valachie, il est suspendu entre 1938 et 1944, puis interdit par le régime communiste en 1947.

### Refondation

#### Retour dans le paysage politique (1990-1996)
Un parti du même nom, et revendiquant l'héritage du parti créé en 1875, apparaît en 1990 et se présente aux élections générales de la même année, sous la direction de son président, Radu Câmpeanu, contre le Front de salut national (FSN), qui remporte une large majorité aux deux chambres du Parlement roumain, et 85 % à l'élection présidentielle.
Après la chute du deuxième gouvernement Roman en 1991, le PNL fait partie d'un nouveau gouvernement de technocrates avec aussi des membres du FSN, du Parti écologiste roumain (PER) et du Parti démocratique agrarien de Roumanie (PDAR). Le nouveau gouvernement de Stolojan a limité son activité politique jusqu'aux élections législatives de 1992.
En 1992, il s'intègre dans la Convention démocratique roumaine (CDR) et soutient la candidature d'Emil Constantinescu, fondateur de la CDR, à la présidence. Toutefois, il échoue au second tour face au président sortant, Ion Iliescu.

#### Accès au pouvoir et retour dans l'opposition (1996-2004)
En 1996, Emil Constantinescu remporte plus de 54 % des voix au second tour de l'élection présidentielle, battant Ion Iliescu. La Convention ayant gagné les législatives et le PNL entre au gouvernement, avec notamment Călin Popescu-Tăriceanu et Crin Antonescu. Cependant, la coalition n'est pas reconduite lors des élections de 2000, qui marquent la victoire du Parti de la démocratie sociale en Roumanie (PDSR), le candidat à la présidentielle des libéraux, l'ancien Premier ministre Theodor Stolojan, étant devancé au premier tour par le nationaliste Corneliu Vadim Tudor du Parti de la Grande Roumanie (PRM). Ainsi, pour la période 2000-2004, le parti reste opposé au retour des sociaux-démocrates pendant le gouvernement Năstase.

#### Alliance et concurrence avec le PDL de Băsescu (2004-2011)
Lors des scrutins de 2004, le PNL fait alliance avec le Parti démocrate (PD) dans l'Alliance justice et vérité (DA), emmenée par Popescu-Tăriceanu, nouveau président du parti, et Traian Băsescu, président du PD. Băsescu est élu président de la République, au second tour contre le Premier ministre Adrian Năstase, tandis que Călin Popescu-Tăriceanu, ayant obtenu le soutien de l'Union démocrate magyare de Roumanie (UDMR) et du Parti humaniste roumain (PUR), accède au poste de Premier ministre à la suite des élections législatives, au cours desquelles la DA a été devancée par le Parti social-démocrate (PSD).
L'alliance prend fin en 2007, avec le renvoi des ministres démocrates du gouvernement. Cette même année, le PNL est largement devancé par le PD, qui remporte 28 % des voix, soit quinze points de plus que les libéraux. En 2008, le nouveau Parti démocrate-libéral (PDL) d'Emil Boc remporte les élections législatives, sans obtenir de majorité absolue, tandis que le parti libéral est relégué à la troisième place et dans l'opposition. Lors de la présidentielle, organisée l'année suivante, son nouveau président Crin Antonescu arrive troisième du premier tour, avec 20 % des voix, le meilleur score pour un candidat présenté par le seul PNL.

#### Retour au pouvoir au sein de l'USL (2011-2014)
Avec le PSD et le Parti conservateur (PC), il forme, le 19 février 2011, l'Union sociale-libérale (USL), coalition politique des partis d'opposition qui remporte une écrasante victoire aux élections législatives de 2012 avec plus de 60 % des voix.
En février 2014, le PNL décide de quitter l'USL et se retirer du gouvernement Ponta II. En conséquence de cette décision, Călin Popescu-Tăriceanu annonce son départ du parti, fonde le Parti libéral-réformateur (PLR) et prend la suite d'Antonescu à la présidence du Sénat avec le soutien des sociaux-démocrates.

#### Absorption du PDL et affirmation comme le parti de la droite (2014-2019)
Bien que le PNL fasse un score honorable aux élections européennes du 25 mai 2014, se positionnant en deuxième avec 15 % des voix et 6 parlementaires sur 32, Crin Antonescu démissionne de la présidence du parti six jours plus tard, afin de permettre la désignation d'un candidat de consensus pour l'élection présidentielle des 2 et 16 novembre. Le 28 juin, le premier vice-président du PNL, Klaus Iohannis, membre du parti depuis février 2013, est élu à la présidence.
Le 26 juillet 2014, un congrès commun au Parti national libéral et au Parti démocrate-libéral (PDL) acte la fusion entre les deux formations, parachevant un projet entamé deux mois plus tôt, le parti unifié conservant le nom de Parti national libéral. Une direction commune doit être mise en place jusqu'à la tenue d'une élection interne après le 1er janvier 2017 ; le PNL choisit le candidat à l'élection présidentielle, tandis que le PDL choisit le candidat au poste de Premier ministre.
Le candidat du parti à l'élection présidentielle de novembre 2014, Klaus Iohannis remporte l'élection au terme du second tour avec 54,43 % des voix face au Premier ministre social-démocrate, Victor Ponta, présenté comme le grand favori de ce scrutin. Premier chef d'État issu d'une minorité ethnique de Roumanie, il prend ses fonctions le 21 décembre 2014, succédant ainsi à Traian Băsescu.

#### Retour au pouvoir (depuis 2019)
La sociale-démocrate Viorica Dăncilă est renversée avec son gouvernement par le Parlement le 10 octobre 2019,. Ludovic Orban lui succède le 4 novembre, après avoir remporté le vote de confiance au Parlement avec sept voix de plus que la majorité requise. Entre 2019 et 2022, le PNL forme le gouvernement de la Roumanie, soit seul, soit avec USR PLUS (un autre parti libéral de centre-droit), UDMR/RMDSZ ou PSD (historiquement, leurs opposants nominaux les plus grands). Après la démission de Ludovic Orban, Florin Cîțu était premier ministre et puis Nicolae Ciucă. Depuis novembre 2021, sous Nicolae Ciucă, le parti forme le CNR, avec PSD et UDMR/RMDSZ.

## Idéologie
Le parti se situe à droite de l'échiquier politique et adhère à la doctrine du libéralisme, notamment sur le libéralisme économique. Par exemple, l'une de ses principales promesses électorales pour les élections législatives de 2004 a été l'introduction d'un impôt à taux unique de 16 % pour les revenus des particuliers et les bénéfices des entreprises. Le PNL a réussi à introduire ce changement par sa participation à la coalition gouvernementale, donnant ainsi à la Roumanie une des politiques fiscales les plus libérales en Europe.
Le Parti national libéral soutient également la privatisation et la dénationalisation de l'économie, une tendance qui se déroule actuellement très rapidement en Roumanie, comme dans d'autres économies post-communistes.
En outre, le parti préconise également une décentralisation de la structure politique de la Roumanie, avec une plus grande autonomie donnée aux huit régions de développement.

## Présidents
| Nom                | Nom                            | Mandat                              |
| ------------------ | ------------------------------ | ----------------------------------- |
| Ion Brătianu       | Ion Brătianu (1821-1891)       | 24 mai 1875 - 4 mai 1891            |
| Dimitrie Brătianu  | Dimitrie Brătianu (1818-1892)  | 21 mai 1891 - 8 juin 1892           |
| Dimitrie Sturdza   | Dimitrie Sturdza (1833-1914)   | 20 novembre 1892 - 10 janvier 1909  |
| Ion I. C. Brătianu | Ion I. C. Brătianu (1864-1927) | 11 janvier 1909 - 24 novembre 1927  |
| Vintilă Brătianu   | Vintilă Brătianu (1867-1930)   | 24 novembre 1927 - 21 décembre 1930 |
| Ion Duca           | Ion Duca (1879-1933)           | 28 décembre 1930 - 29 décembre 1933 |
| Dinu Brătianu      | Dinu Brătianu (1866-1950)      | 4 janvier 1934 - novembre 1947      |

| Nom                     | Nom                                   | Mandat                               |
| ----------------------- | ------------------------------------- | ------------------------------------ |
| Radu Câmpeanu           | Radu Câmpeanu (1922-2016)             | 15 janvier 1990 - 28 février 1993    |
|                         | Mircea Ionescu-Quintus (1917-2017)    | 28 février 1993 - 18 février 2001    |
| Valeriu Stoica          | Valeriu Stoica (en) (1953-)           | 18 février 2001 - 24 août 2002       |
| Theodor Stolojan        | Theodor Stolojan (1943-)              | 24 août 2002 - 2 octobre 2004        |
| Călin Popescu-Tăriceanu | Călin Popescu-Tăriceanu (1952-)       | 2 octobre 2004 - 20 mars 2009        |
| Crin Antonescu          | Crin Antonescu (1959-)                | 20 mars 2009 - 2 juin 2014           |
| Klaus Iohannis          | Klaus Iohannis (1959-)                | 28 juin 2014 - 18 décembre 2014      |
| Vasile Blaga            | Vasile Blaga (1956-)                  | 18 décembre 2014 - 28 septembre 2016 |
| Alina Gorghiu           | Alina Gorghiu (1978-)                 | 18 décembre 2014 - 12 décembre 2016  |
| Raluca Turcan           | Raluca Turcan (par intérim) (1976-)   | 12 décembre 2016 - 17 juin 2017      |
| Ludovic Orban           | Ludovic Orban (1963-)                 | 17 juin 2017 - 25 septembre 2021     |
| Florin Cîțu             | Florin Cîțu (1972-)                   | 25 septembre 2021 - 2 avril 2022     |
| Gheorghe Flutur         | Gheorghe Flutur (par intérim) (1960-) | 2 avril 2022 - 10 avril 2022         |
| Nicolae Ciucă           | Nicolae Ciucă (1967-)                 | 10 avril 2022 - 25 novembre 2024     |
| Ilie Bolojan            | Ilie Bolojan (par intérim) (1969-)    | 25 novembre 2024 - 12 février 2025   |
| Cătălin Predoiu         | Cătălin Predoiu (par intérim) (1968-) | 12 février 2025 - 26 mai 2025        |
| Ilie Bolojan            | Ilie Bolojan (par intérim) (1969-)    | Depuis 26 mai 2025                   |

## Résultats électoraux

### Élections parlementaires
| Année | Chambre des députés | Chambre des députés | Chambre des députés | Chambre des députés | Sénat             | Sénat             | Sénat             | Sénat    | Gouvernement                                                              |
| Année | Voix                | %                   | Rang                | Mandats             | Voix              | %                 | Rang              | Mandats  | Gouvernement                                                              |
| ----- | ------------------- | ------------------- | ------------------- | ------------------- | ----------------- | ----------------- | ----------------- | -------- | ------------------------------------------------------------------------- |
| 1990  | 879 290             | 6,4                 | 3e                  | 29 / 395            | 985 094           | 7,1               | 3e                | 10 / 119 | Opposition (1990-1991), Stolojan (1991-1992)                              |
| 1992  | 284 678             | 2,6                 | 9e                  | 0 / 341             | 290 866           | 2,6               | 9e                | 0 / 143  | Opposition extra-parlamentaire (1992-1996)                                |
| 1996  | Au sein de la CDR   | Au sein de la CDR   | Au sein de la CDR   | 28 / 343            | Au sein de la CDR | Au sein de la CDR | Au sein de la CDR | 22 / 143 | Ciorbea (1996-1998), Vasile (1998-1999), Isărescu (1999-2000)             |
| 2000  | 747 263             | 6,8                 | 4e                  | 30 / 345            | 814 381           | 7,4               | 4e                | 13 / 140 | Opposition                                                                |
| 2004  | Au sein de la DA    | Au sein de la DA    | Au sein de la DA    | 64 / 332            | Au sein de la DA  | Au sein de la DA  | Au sein de la DA  | 28 / 137 | Popescu-Tăriceanu I et II (2004-2008)                                     |
| 2008  | 1 279 063           | 18,5                | 3e                  | 65 / 334            | 1 291 029         | 18,7              | 3e                | 28 / 137 | Opposition (2008-2012), Ponta I (2012)                                    |
| 2012  | Au sein de l'USL    | Au sein de l'USL    | Au sein de l'USL    | 100 / 412           | Au sein de l'USL  | Au sein de l'USL  | Au sein de l'USL  | 50 / 176 | Ponta II (2012-2014), opposition (2014-2015), soutien externe (2015-2017) |
| 2016  | 1 412 377           | 20,0                | 2e                  | 69 / 329            | 1 440 193         | 20,4              | 2e                | 30 / 136 | Opposition (2017-2019), Orban I (2019-2020) et II (2020)                  |
| 2020  | 1 486 401           | 25,19               | 2e                  | 93 / 330            | 1 511 225         | 25,58             | 2e                | 41 / 136 | Cîțu (2020-2021), Ciucă (2021-2023), Ciolacu I (2023-2024)                |
| 2024  | 1 219 810           | 13,20               | 3e                  | 49 / 331            | 1 322 468         | 14,28             | 3e                | 22 / 134 | Ciolacu II (2024-2025), Bolojan (depuis 2025)                             |

### Élections présidentielles
| Année | Candidat            | 1er tour | 1er tour | 2d tour | 2d tour |
| Année | Candidat            | %        | Rang     | %       | Rang    |
| ----- | ------------------- | -------- | -------- | ------- | ------- |
| 1990  | Radu Câmpeanu       | 10,6     | 2e       |         |         |
| 1992  | NC                  | NC       | NC       | NC      | NC      |
| 1996  | Emil Constantinescu | 28,2     | 1er      | 54,4    | 1er     |
| 2000  | Theodor Stolojan    | 11,8     | 3e       |         |         |
| 2004  | Traian Băsescu      | 33,9     | 2e       | 51,2    | 1er     |
| 2009  | Crin Antonescu      | 20,0     | 3e       |         |         |
| 2014  | Klaus Iohannis      | 30,4     | 2e       | 54,4    | 1er     |
| 2019  | Klaus Iohannis      | 37,8     | 1er      | 66,1    | 1er     |
| 2024  | Nicolae Ciucă       | 8,79     | 3e       |         |         |
| 2025  | Crin Antonescu      | 20,07    | 3e       |         |         |

### Élections européennes
| Année | Voix      | %    | Mandats | Tête de liste  | Rang | Groupe |
| ----- | --------- | ---- | ------- | -------------- | ---- | ------ |
| 2007  | 688 859   | 13,4 | 6 / 35  | Renate Weber   | 3e   | ADLE   |
| 2009  | 702 974   | 14,5 | 5 / 33  | Norica Nicolai | 3e   | ADLE   |
| 2014  | 835 531   | 15,0 | 6 / 32  | Norica Nicolai | 2e   | PPE    |
| 2019  | 2 449 068 | 27,0 | 10 / 33 | Rareș Bogdan   | 1er  | PPE    |
| 2024  | 4 341 686 | 48,5 | 8 / 33  | Rareș Bogdan   | 2e   | PPE    |